# Marie-Paule Belle

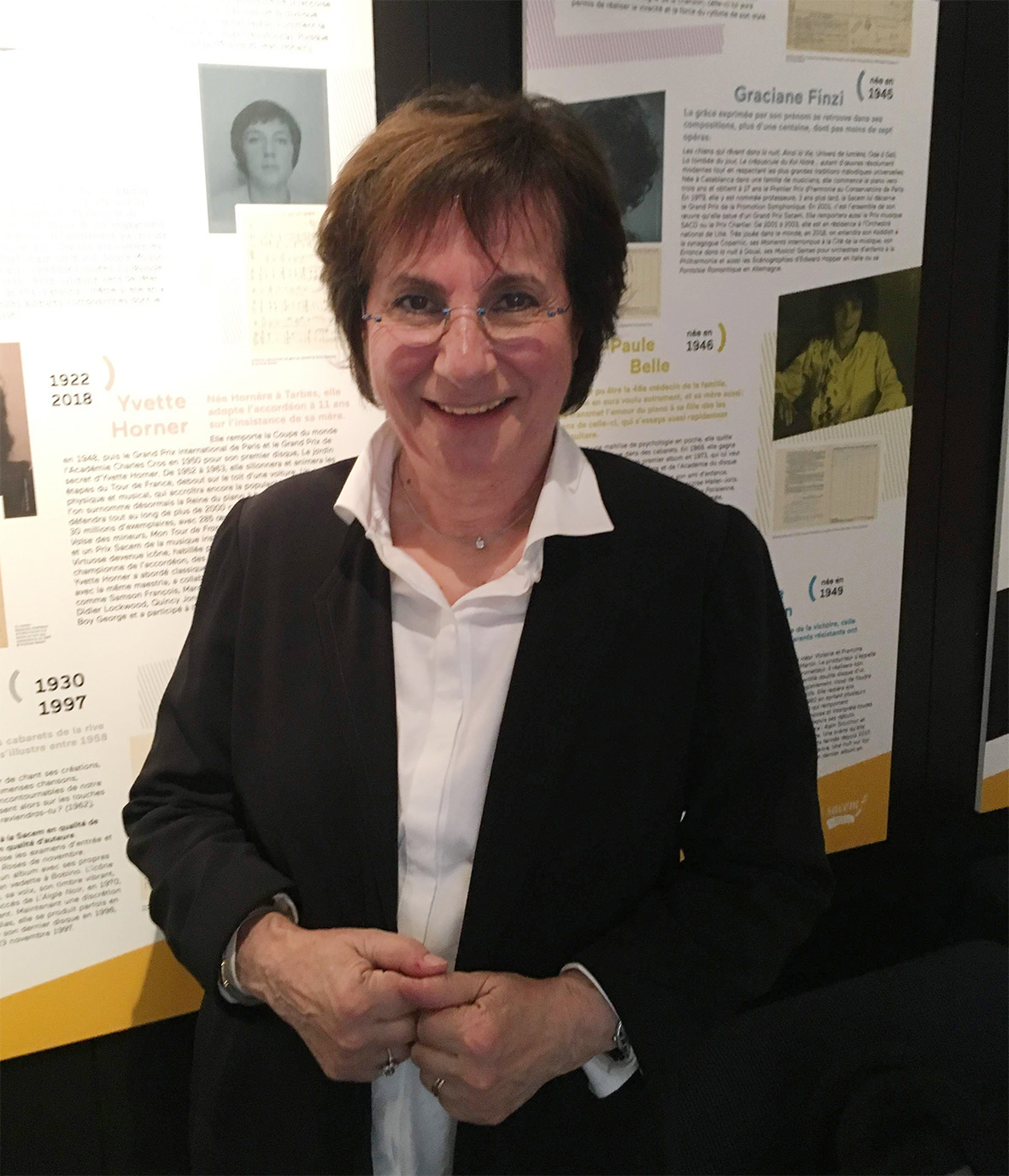
Marie-Paule Belle (2019)

Marie-Paule Belle  (* 25. Januar 1946 in Pont-Sainte-Maxence) ist eine französische Sängerin.

## Werdegang
Ihre Karriere begann 1969, nachdem die Tochter eines Arztes in einem gewonnenen Fernsehwettbewerb, dem Chapeau de Radio Monte-Carlo, ihre erste Single für CBS aufnahm. Eine weitere Single für das Label BAM folgte. Ihre erste Langspielplatte wurde 1973 durch Sonopress veröffentlicht.
Bis 1983 umfasste ihre Laufbahn unzählige Konzerte, unter anderem regelmäßig bei Bobino. Sie erhielt den Charles-Cros-Preis.  1974 erhielt sie in Spa den Grand prix de la Communauté des radios publiques de langue française. 1975 tourte sie zusammen mit Serge Lama. 1976 hatte sie einen ersten sehr großen Erfolg mit dem Titel La Parisienne, welcher ihr eine Goldene Schallplatte einbrachte und auch in anderen Sprachen gecovert wurde.
1978 spielte Marie Paule Belle in der renommierten Konzerthalle Olympia, 1980 dann im Théâtre des Variétés.
1983 folgten Konzerte in Belgien. Es folgte ein Abschnitt beruflicher Schwierigkeiten, während dessen ihre Auftritte seltener sind. 1985 spielte sie im Théâtre de Ville, 1987 veröffentlichte sie eine kurze Autobiografie namens Je ne suis pas parisienne, ca me gene bei Carrère-Lafon, und ein ihr gewidmetes Buch namens Marie-Paule Belle, collection Poésie et chansons, no 57 erschien.
1990 komponierte sie zusammen mit Françoise Mallet-Joris eine komische Oper, welche jedoch nicht aufgeführt wurde.
In den folgenden Jahren trat sie weiterhin regelmäßig auf, vor allem in Paris. 2001 schrieb und realisierte sie eine Bühnenshow als Hommage an die französische Sängerin Barbara. 2007 spielte in dem Film Parfum et suspicions von Bruno Druart mit. Ebenfalls 2007 spielte sie in der TV-Serie PJ die Rolle der Ingrid. 2008 erschien eine weitere Autobiografie in Zusammenarbeit mit Alain Wodrascka, namens ma vie.com im Verlag L’Archipel und eine DVD.
Im Jahr 2009 umfasste ihre Diskografie 11 Singles, darunter verschiedene Filmmusiken und eine Schallplatte für Kinder, zwölf Langspielplatten, vier CD und eine VOD-Aufzeichnung. Die Tonträger wurden unter anderem bei CBS, BAM, Sonopresse, Polydor, Adès, Carrère, AB Productions, Polygram, BMG, Olivi, Philips und Beny Music veröffentlicht. Weiterhin existieren drei Kompilationen (bei Readers Digest erschienen), welche auch ansonsten nicht veröffentlichtes Material beinhalten.